# 오스테레오
오스테레오(영어: Ostereo)는 영국의 음반사로, 2016년 4월에 설립되었다.